# Lithophane pacifica
Lithophane pacifica är en fjärilsart som beskrevs av Vladimir S. Kononenko 1978. Lithophane pacifica ingår i släktet Lithophane och familjen nattflyn. Inga underarter finns listade i Catalogue of Life.